# Регион народов юго-запада Эфиопии
Регион народов юго-запада Эфиопии (амх. የደቡብ ምዕራብ ኢትዮጵያ ህዝቦች ክልል, [yä-däbub məʔrab ityoṗya həzb-očč kəlləl]) — один из 12-ти регионов (штатов) Эфиопии. Административный центр — город Бонга.
Образован 23 ноября 2021 года из западной части региона наций, национальностей и народов Юга (SNNPR).

## География
Расположен на юго-западе страны. Территория — 39 400 км².

Карта регионов

Граничит со следующими регионами (штатами) Эфиопии: на северо-западе — с Гамбелой, на севере — с Оромией, на востоке — с регионом наций, национальностей и народов Юга. Государственная граница проходит на западе — с Южным Суданом, в том числе на юге — с треугольником Илеми, контролируемым Кенией.

## Население
Население составляет около 2 350 000 человек.

## История
В средние века территория региона образовывало Королевство Каффа. В XX веке большая часть территории входила в состав провинции Каффа Эфиопии. С 1994 по 2021 годы входила в состав региона наций, национальностей и народов Юга.

## Территориальное деление
| Зоны / особые районы | Название латиницей         | Население, чел. (2007) |
| -------------------- | -------------------------- | ---------------------- |
| Бенч-Маджи           | Benč / Bench Maji Zone     | 654 046                |
| Дауро                | Dawro / Dawuro Zone        | 492 742                |
| Кэфа                 | Käfa / Keffa Zone          | 880 251                |
| Шека                 | Sheka Zone                 | 199 671                |
| Западное Омо         | West Omo Zone              | 272 943                |
| Конта (особый район) | Konta (Ela) special woreda | 91 743                 |
| Всего                |                            |                        |